# 1651
Năm 1651 (số La Mã: MDCLI) là một năm thường bắt đầu vào ngày Chủ nhật trong lịch Gregory (hoặc một năm thường bắt đầu vào thứ Tư (Julian-1651) của lịch Julius chậm hơn 10 ngày).

## Sự kiện

### Tháng 2
- Ngày 1: Thuận Trị đế khai triều thân chính.

### Tháng 3
- Tuần phủ Phúc Kiến Trương Học Thánh cùng tổng binh Chương Châu Vương Bang Tuấn, tổng binh Tuyền Châu Mã Đắc Công đánh úp Hạ Môn.

### Tháng 5
- Ngày 25: chiến dịch Từ Táo.

### Tháng 7
Ngày 25: chiến dịch Tiền Sơn.

### Tháng 11
- Chiến dịch Tiểu Doanh Lĩnh

## Sinh
- 3 tháng 1 - Henry Booth, Bá tước thứ nhất của Warrington, chính trị gia Anh (mất 1694)
- 4 tháng 3 - Somers Baron 1, người Anh (mất 1716)
- 31 tháng 3 - Karl II, cử tri Palatine (mất 1685)
- 6 tháng 4 - André Dacier, học giả kinh điển Pháp (mất 1722)
- 10 tháng 4 - Ehrenfried Walther von Tschirnhaus, toán học người Đức (mất 1708)
- 21 tháng 4 - Phước Joseph Vaz, Tông Đồ của Tích Lan (mất 1711)
- 30 tháng 4 - Jean-Baptiste de la Salle, nhà cải cách giáo dục Pháp (mất 1719)
- 27 tháng 5 - Louis-Antoine, Cardinal de Noailles (mất 1729)
- 1 tháng 9 - Natalia Kyrillovna Naryshkina, Tsaritsa của Nga (mất 1694)
- 16 tháng 9 - Engelbert Kaempfer, bác sĩ Đức (mất 1716)
- 21 tháng 10 - Jean Bart, đô đốc người Pháp (mất 1702)

Chưa rõ ngày:
- Gorgin Khan, Thống đốc Kandahar (mất 1709)